# Parc zoologique de Clères
Koordinaten: 49° 35′ 52,3″ N, 1° 6′ 37,6″ O

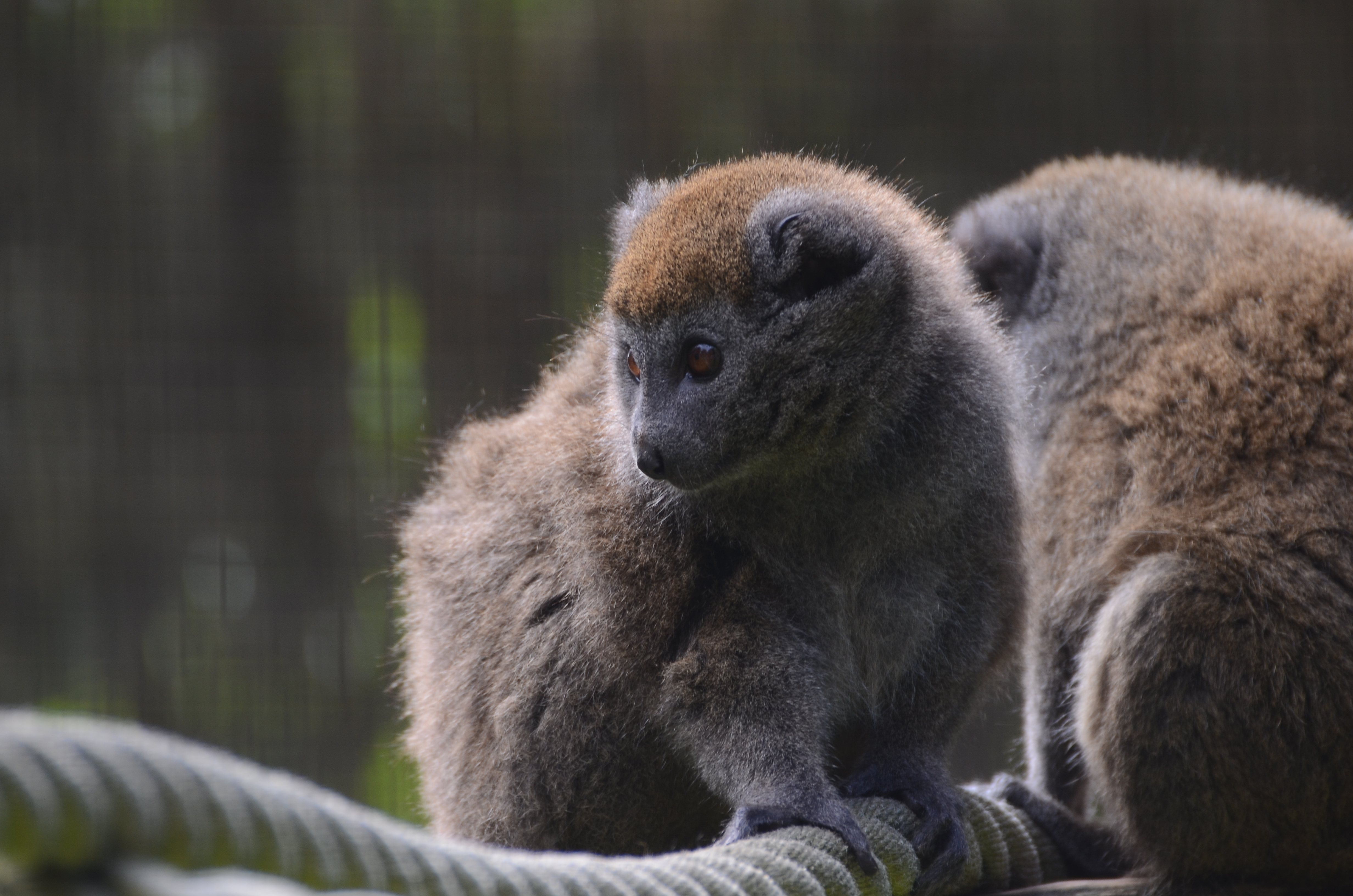
Alaotra-Bambuslemur

Der Parc zoologique de Clères ist ein Zoo, der sich in der französischen Gemeinde Clères im Département Seine-Maritime in der Region Normandie befindet. Er liegt knapp 20 Kilometer nördlich von Rouen. Im Jahr 2023 besuchten rund 95.000 Personen den Zoo.

## Geschichte
Jean Théodore Delacour, ein US-amerikanischer Ornithologe französischer Abstammung war auf der Suche nach einem Ort, um einen Zoo zu eröffnen, in dem Vögel frei gehalten werden konnten. Er fand ein geeignetes Gelände in der Normandie und kaufte 1919 das Château de Clères, das von einem botanisch reizvollen Schlosspark umgeben ist. Das Château ist ein Schloss, das im 13. Jahrhundert errichtet, teilweise zerstört wurde und im 16. und 19. Jahrhundert aufwendig restauriert bzw. wiederaufgebaut wurde. Delacour begann sogleich nach der Übernahme damit, Vögel anzuschaffen und zu züchten.

## Anlagenkonzept und Tierbestand
Auf dem Zoogelände werden schwerpunktmäßig Vogelarten gezeigt. Viele Vögel halten sich frei auf den Anlagen auf. Dazu zählen mehrere Kranich-, Fasanen- und Entenarten. Zusätzlich werden einige Säugetierarten gehalten. Insgesamt leben im Parc zoologique de Clères rund 1400 Tiere.

## Arterhaltungs- und Schutzprogramme
Der Parc zoologique de Clères beteiligt sich an der Zucht seltener und gefährdeter Vogelarten, dazu zählen Palawanpfaufasan (Polyplectron napoleonis), Kubapfeifgans (Dendrocygna arborea), Rothalsgans (Branta ruficollis), Hawaiigans (Branta sandvicensis) und Balistar (Leucopsar rothschildi). Dabei werden zusätzliche Erkenntnisse zum Verhalten, die Zucht und die Systematik der Vogelarten gewonnen. Viele weitere in Park gehaltene und gezüchtete Vogelarten werden auf der von der Weltnaturschutzorganisation IUCN geführten Roten Liste als gefährdet geführt.

## Galerie
Die nachfolgende Bildauswahl zeigt einige ausgewählte Vögel aus dem Bestand des Parc zoologique de Clères:

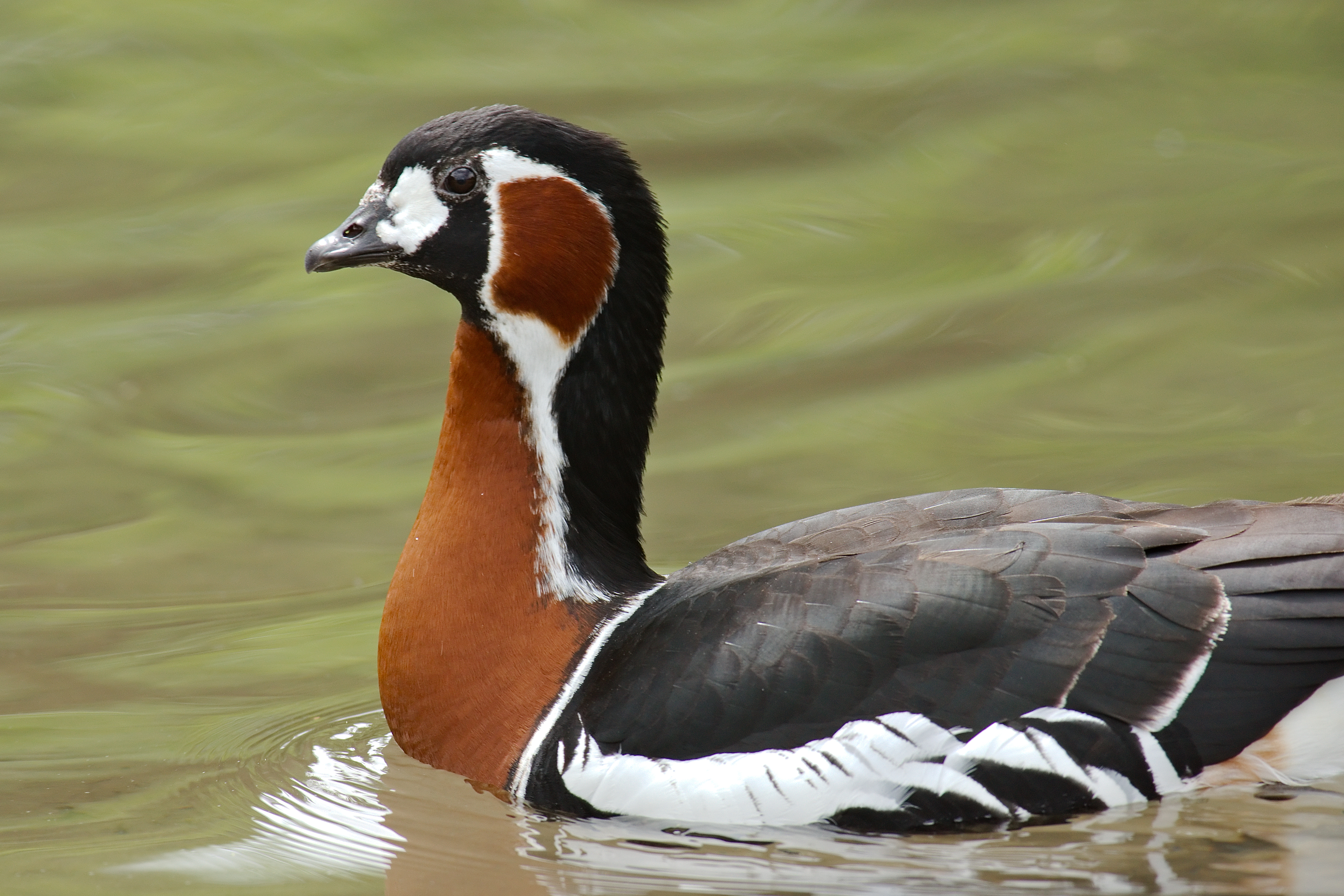
Rothalsgans
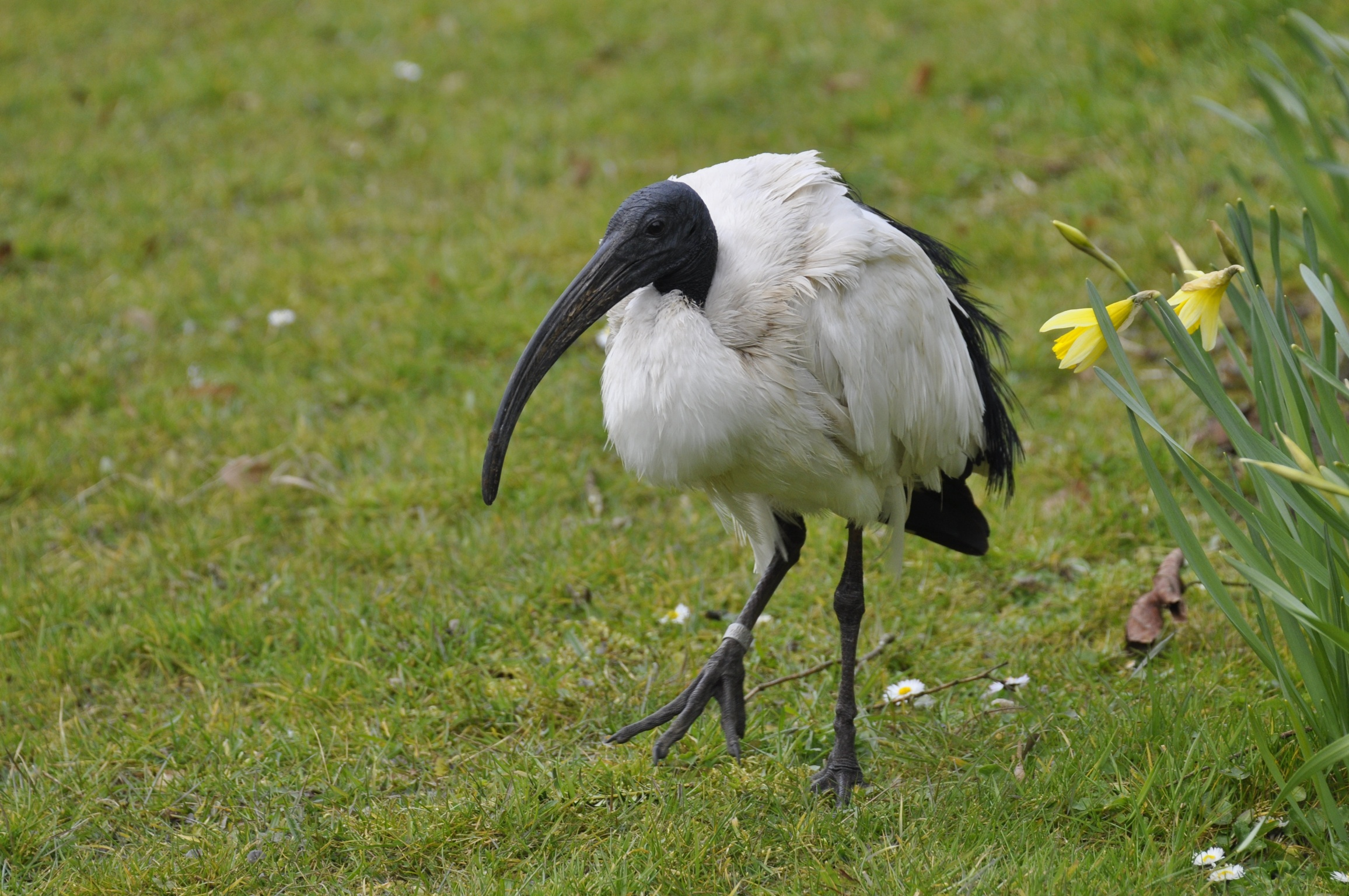
Pharaonenibis
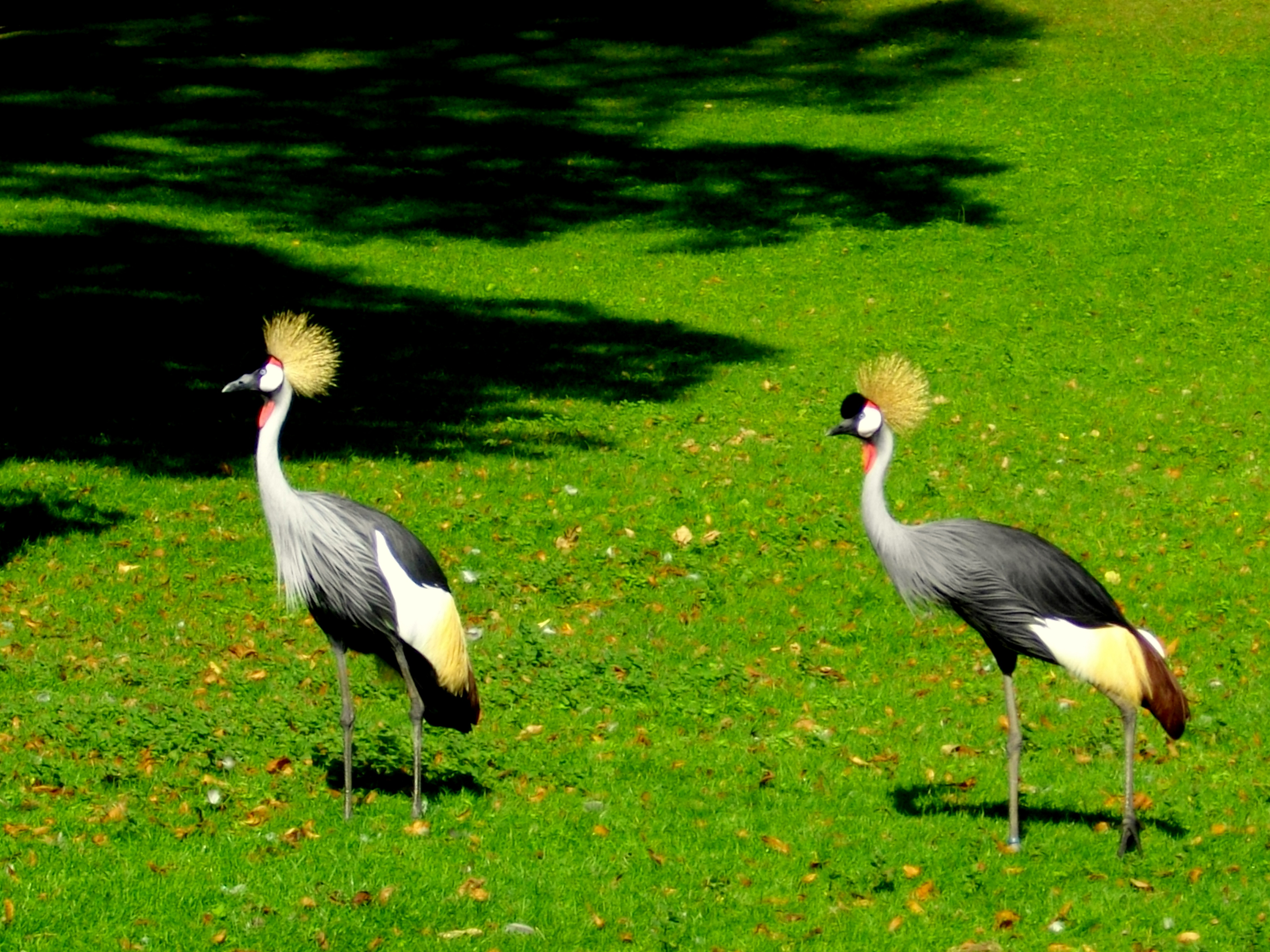
Südafrika-Kronenkraniche
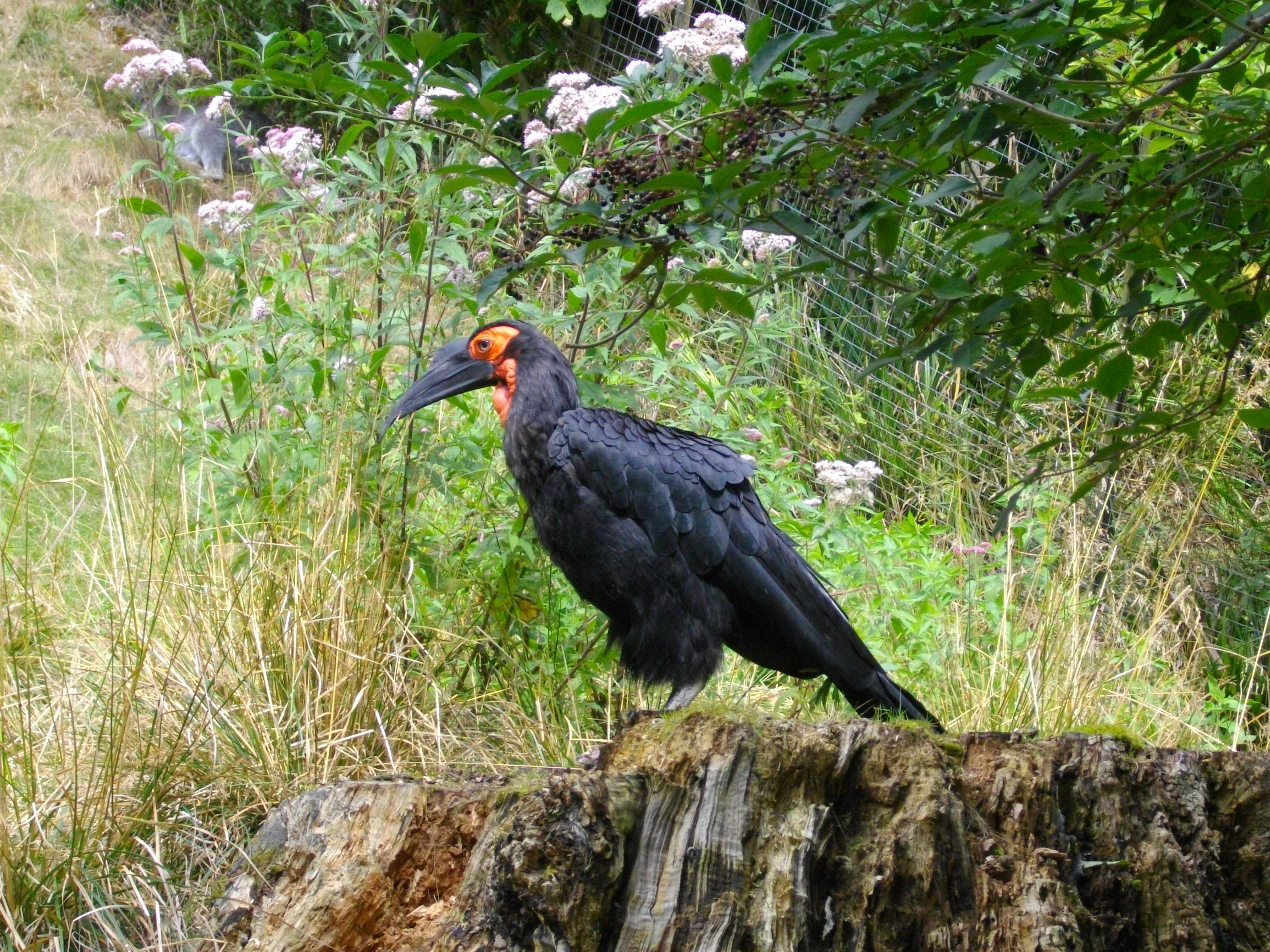
Rotgesicht-Hornrabe